# 新谷真由
新谷 真由（にいや まゆ、2001年〈平成13年〉4月3日 - ）は、日本のアイドルであり、女性アイドルグループ『パラディーク』および『Pimm's』の元メンバー。グループでの担当カラーはピンク。

## 略歴
中学時代に不登校だった自身を変えるべく、2017年8月3日、『Popteen ずっ友♥フェス2017』（於：豊洲PIT）で行われた「高一ミスコン2017」に出場。グランプリ受賞はならなかったが、同年11月、A-Light所属の女性アイドルグループ『Pimm's』（ピムス）に加入（坂本ららの後任）しアイドルデビュー。翌2018年には平成最後の開催となった『制コレ』（週刊ヤングジャンプ）に出場したが、上位入賞はならなかった。
2020年1月11日発売の月刊ヤングマガジンにて初表紙を飾る。5月21日にYouTubeにて『にいやちゃんねる』を開設。同月24日にPimm'sを卒業（後任は早川渚紗）したが、同月内に予定されていたライブツアーは新型コロナウイルス緊急事態宣言の影響で中止となった。6月20日に『にいやちゃんねる』に動画初投稿。
2021年4月4日、女性アイドルグループ『パラディーク』のメンバーとしてアイドル活動を再開。同年9月4日にBIT CONNECTION FES ver0.0 の公式アンバサダーに就任。2022年には初の書籍写真集『まゆのとなり』（秋田書店）を出版。体を引き締めるとともに、丸みを帯びた「わがままボディ」の維持に気を付けたという。2024年3月24日にグループ解散。

## 人物
- 名前の由来は母の名前が絹子であり、絹は繭から出来るからと本来なら逆であるが真由と名付けられた[1]。
- 一人っ子である[1]。
- 趣味・特技はメイク・ヘアアレンジ[1]。
- チャームポイントは笑うとできるえくぼ[1]。
- 好きな芸能人は佐藤二朗・ムロツヨシ[1]。
- 好きな曲はダダダダ天使[1]。
- 好きな本はオオカミ少女と黒王子[1]。
- 好きな映画はチャーリーとチョコレート工場[1]。
- 好きな色はピンク、苦手な色は緑[1]。
- 好きな動物はうさぎ[1]。
- 好きな飲み物は水[1]。
- 好きなお菓子はチョコ[1]。
- 好きなおかずはハンバーグ、嫌いな食べ物はトマト[1]。
- 憧れの人は橋本環奈[1]。
- 学生時代テニス部に一ヶ月だけ所属していた[1]。

## 作品

### デジタル写真集
- レインガール（2019年5月20日、集英社「週刊プレイボーイ」）
- 島の奇跡（2021年11月5日、スクウェア・エニックス「ヤングガンガン」）
- THE IDOL（2022年2月25日、光文社「Platinum FLASH」）
- 野生の美少女になつかれたい。（2022年3月28日、集英社「週刊プレイボーイ」）
- LOVE YOU ONLY（2022年4月29日、光文社「FLASH」）
- 楽園のナデシコ（2022年7月15日、双葉社「EX大衆」）

### 写真集
- まゆのとなり（2022年11月11日、秋田書店）ISBN 978-4253011181[9]